# Heinz Roloff (Fußballfunktionär)
Heinz Roloff (* 21. September 1913 in Neu Zittau; † 27. Februar 1998 in Berlin) war ein deutscher Bauunternehmer und Fußballfunktionär.
Roloff führte das Bauunternehmen Denker & Roloff, wodurch er zu Reichtum kam und diesen als Mäzen für Hertha BSC einsetzte. Laut taz gehörte Roloff der Berliner Baumafia an.
Von 1985 bis 1994 war er Präsident und anschließend Ehrenpräsident von Hertha BSC. Zuvor war er bereits Mitglied des Wirtschaftsrates der Alten Dame. Während seiner Amtszeit stieg Hertha zunächst für zwei Jahre bis in die drittklassige Amateur-Oberliga Berlin ab. 1990 gelang für eine Spielzeit die Rückkehr in die Bundesliga. Als seine größte Leistung gilt der Aufbau der langfristig starken Jugendabteilung. Insgesamt soll er Hertha BSC mit rund 14 Millionen D-Mark unterstützt haben. Gleichzeitig wurde ihm der Vorwurf gemacht, sich selbst an dem Verein bereichert und durch sogenannte Schubladenverträge Hertha finanziell weiter belastet zu haben.
Roloff galt als einer der letzten Vereinspatriarchen des deutschen Profifußballs. Ihm wird beispielsweise zugeschrieben, bei einem Hertha-Spiel an der Osloer Straße in Berlin-Wedding einen Schiedsrichter, der ihn darauf hinwies, auf dem Spielfeld zu stehen, zurechtgewiesen zu haben: „Bei dem Geld, das ich in den Klub stecke, kann ich stehen, wo ich will!“
Im Februar 1998 verstarb er nach langer Krebs-Krankheit. Im Gedenken bestritten die Herthaner das folgende Heimspiel gegen Hansa Rostock (1:1) mit Trauerflor. Vor Anpfiff wurde eine Gedenkminute abgehalten. Die Bestattung fand auf dem Friedhof Wilmersdorf statt. Er war verheiratet mit Margitta Roloff (1936–2019).

## Auszeichnungen
- 1995 Ehrenpräsident von Hertha BSC[3]
- 1996 Ehrennadel des DFB[3]